# Міссаель Еспіноса
Міссаель Еспіноса (ісп. Missael Espinoza, нар. 12 квітня 1965, Тепік) — мексиканський футболіст, що грав на позиції півзахисника, зокрема за клуб «Монтеррей», а також національну збірну Мексики.

## Клубна кар'єра
У дорослому футболі дебютував 1984 року виступами за команду «Монтеррей», в якій провів дев'ять сезонів, взявши участь у 196 матчах чемпіонату.  Більшість часу, проведеного у складі «Монтеррея», був основним гравцем команди.
Згодом після двох сезонів, проведених за «Гвадалахару», протягом частини 1996 року грав у США за «Сан-Хосе Ерзквейкс». Повернувшись того ж року на батьківщину, по одному сезону провів у тій же «Гвадалахарі», а також у «Леоні» та  «Некаксі».
У першій половині 2000-х продовжував грати, знову захищав кольори «Леона», виступав за «Керетаро», а завершив ігрову кар'єру за рідний «Монтеррей» вже у 40-річному віці.

## Виступи за збірну
1990 року дебютував в офіційних матчах у складі національної збірної Мексики. Наступного року був гравцем основного складу національної команди на розіграші Золотого кубка КОНКАКАФ 1991, де мексиканці здобули лише бронзові нагороди.
Був у заявці збірної на чемпіонат світу 1994 року, проте в іграх мундіалю на поле не виходив. А вже наступного року поїхав з мексиканською збірною на Кубок Америки 1995 до Уругваю, де вона виступала як запрошена команда. Тут знову був серед гравців основного складу, взявши участь у трьох матчах і навіть відзначившись голом у грі групового етапу проти збірної Венесуели (перемога 3:1).
Загалом протягом шестирічної кар'єри у національній команді провів у її формі 41 матч, забивши 4 голи.

## Титули і досягнення
- Бронзовий призер Золотого кубка КОНКАКАФ: 1991
- Переможець Кубка націй Північної Америки: 1991